# Jean-François Ballereau
Jean-François Ballereau, né le 20 avril 1940 à La Chätre (Indre) et mort le 20 janvier 2005, est un écrivain-voyageur français, cavalier au long cours qui a fortement contribué à l'essor du tourisme équestre en France, à partir de son tour de France à cheval de 1976, retracé dans son livre Mon rêve à cheval (1977).

## Biographie
Né dans le Berry en 1940. («Trente-six ans, trente-six métiers, mais pas trente-six misères» )  il est successivement employé de banque, poseur de voies ferrées, vendeur de machines à laver,d'assurance-vie, pompiste et chauffeur de taxi,.
Le 4 avril 1976, il abandonne son taxi parisien et part pour un tour de France avec Dragon, poney landais. Sa randonnée, réalisée sans préparation ni soutien logistique, sans cartes détaillées ni itinéraire précis, le mène à travers la France, dans le sens anti-horaire : Perche, Normandie, Bretagne, Landes, Camargue, vallées du Rhône et de la Saône... Le succès de son récit Mon rêve à cheval, publié l'année suivante, va participer notablement à l'essor du tourisme équestre en France.
Ce premier voyage à cheval en solitaire sera suivi de deux autres périples - cette fois dans l'ouest américain. En 1977, Jean-François Ballereau traverse les États-Unis depuis la frontière du Canada jusqu'à celle du Mexique, en compagnie de deux chevaux choisis dans le Montana: Marquise et Nestor, une jument appaloosa et un poney palomino. L'année suivante, il repart sur une boucle à travers le pays navajo avec les deux mêmes chevaux.
Entre ses différents voyages, il écrit de nombreux articles, en particulier pour Cheval Magazine mais également pour d'autres titres nationaux comme Le Monde. Son ouvrage Cavalier dans l'Ouest reçoit le Grand Prix de la Littérature Sportive en 1979.
En 1981-1982, il effectue la traversée de l'Amérique du Sud, cette fois avec sa compagne Constance Rameaux, ancienne secrétaire de rédaction de Cheval Magazine. Ce périple de 8 000 km sur les traces d'Aimé Félix Tschiffely, avec un chien (Cacho) et quatre chevaux criollos  (Uno, Campeón, Lamento, et Altanero) sera relaté dans un nouvel ouvrage Lune de miel à cheval.
En 1991, un grave accident de voiture met un terme aux voyages à cheval de Jean-François Ballereau à travers le monde. Cependant, ce grand passionné ne cessera jamais de défendre la cause du cheval et du tourisme équestre, trouvant l'énergie de continuer à écrire depuis son domicile jurassien. 
Jean-François Ballereau succombe des suites d'un AVC le 20 janvier 2005. Son dernier ouvrage, le Dictionnaire encyclopédique du cheval, sera publié, en 2010 à titre posthume.

## Influence
- Dans les années 1970, le cheval se retrouve essentiellement au sein de l'univers encore militarisé des sports équestres. Grâce à son voyage de 1976 et au livre qu'il écrivit, Jean-François Ballereau contribua au succès de l'équitation de loisir et du tourisme équestre en France, qui permit de sauver le cheval de la disparition. Il a défendu également le concept du "cheval de loisir" : « Le cheval dit de loisir est principalement celui qui, monté au long d’un parcours émaillé de surprises et de difficultés, fait preuve d’équilibre psychique, de bonne volonté et de sang-froid, mettant ainsi en évidence sa sûreté. »[3]
- En 1986, il est à l'origine de la création du Grand Huit, un circuit de randonnée équestre mis en place dans le département du Jura où il avait élu domicile. Ce circuit de 1 500 km de pistes équestres, entretenues et balisées, permet aux cavaliers de parcourir le Jura par étapes d'une trentaine de kilomètres, avec des structures pour les accueillir avec leurs chevaux.